# ババアゾーン
『ババアゾーン』は、漫☆画太郎による日本の漫画。『週刊少年ジャンプ』（集英社）1995年5・6合併号に掲載された、一話完結の読切作品。続編に『ババアゾーン2』がある。後に同名の作品として映画化された。

## 内容
一人の悩める学生が偶然ババアに出会い、悩みを打ち明け、ババアから不思議なアイテムをもらう。悩み人はアイテムの効果で悩みを解決するが、アイテムには欠陥があり、駆けつけた警察に撃ち殺される。ちなみに欠陥があることをババアは伝えない。
タイトルは漫画『アウターゾーン』のパロディ。展開的には、『笑ゥせぇるすまん』のパロディである。

## 単行本
短編集『画太郎先生ありがとう いつもおもしろい漫画を描いてくれて…』に収録されている。

## 映画
『漫☆画太郎SHOW ババアゾーン（他）』は2004年3月19日に公開された日本の映画。監督は山口雄大。
『地獄甲子園』の成功を受けて、漫☆画太郎の短編作品を実写化したオムニバス作品。
『ババアゾーン』（根岸季衣主演）のほか、読切だった『たのしい遠足』（森三中主演）、『ハデー・ヘンドリックス物語』（温水洋一主演）、『3年B組珍八先生』（遠藤憲一主演）、『ババアゾーン』の設定を用いたオリジナル作品『ババアゾーン2』の5本で構成される。

### スタッフ
- 原作 - 漫☆（F）画太郎（集英社刊）
- 監督 -  山口雄大
- プロデューサー - 鳥澤晋、中林千賀子
- 企画 -  佐谷秀美、篠田学、千葉善紀
- 製作 -  大崎正人、後藤歩、大幡久美、藤本欷、福井正文
- 脚本 -  増本庄一郎（『ババアゾーン』『ババアゾーン2』）、加藤淳也（『たのしい遠足』『ハデー・ヘンドリックス物語』）
- 製作 - スープレックス、NMLエンタテイメント、クロックワークス、IMAGICAエンタテイメント
- 配給 - メディア・スーツ

### キャスト
| - 下条アトム - ナレーション 『ババアゾーン』 - ババア - 根岸季衣 - エロ本買蔵 - 矢部太郎 - 警官 - 村松利史 『たのしい遠足』 - 村上知子（森三中） - 大島美幸（森三中） - 黒沢宗子（森三中） - 増本庄一郎 - なべおさみ 『ババアゾーン2』 - 根岸季衣 - 津田寛治 - 飯塚俊太郎 | 『ハデー・ヘンドリックス物語』 - 温水洋一 - 島根さだよし - 西尾季隆（X-GUN） - 三城晃子 - 小宮山雄飛 - 冨永みーな 『3年B組珍八先生』 - 珍八先生 - 遠藤憲一 - 増本庄一郎 - 近藤公園 - 猫ひろし - 鈴木暁 |